# Pimpin' All Over the World
«Pimpin' All Over the World» — пісня репера Лудакріса за участю співака Bobby Valentino, випущена 16 травня 2005 року як четвертий і останній сингл із його четвертого студійного альбому, The Red Light District. 
«Pimpin' All Over the World» посіла дев’яте місце в чарті Billboard Hot 100 і друге місце в чарті Hot Rap Tracks.

## Список композицій
Вініл
A1. "Pimpin' All Over the World" (clean)
A2. "Pimpin' All Over the World" (main)
A3. "Pimpin' All Over the World" (instrumental)
B1. "Spur of the Moment" (clean)
B2. "Spur of the Moment" (main)
B3. "Spur of the Moment" (instrumental)
CD-сингл
1. "Pimpin' All Over the World" (album version edited)
2. "Pimpin' All Over the World" (12-inch version)
3. "Pimpin' All Over the World" (instrumental)

## Чарти
| Чарт (2005)                             | Найвища позиція |
| --------------------------------------- | --------------- |
| Австралія (ARIA)                        | 28              |
| Австралія (ARIA) Urban Singles          | 11              |
| Canada CHR/Pop Top 30 (Radio & Records) | 25              |
| Netherlands (Urban Top 100)             | 63              |
| США (Billboard Hot 100)                 | 9               |
| США (Hot R&B/Hip-Hop Songs) (Billboard) | 5               |
| США (Rap Songs) (Billboard)             | 2               |
| США (Mainstream Top 40) (Billboard)     | 18              |
| США (Rhythmic) (Billboard)              | 3               |